# 微小硬殼寄居蟹
微小硬殼寄居蟹（学名：Calcinus minutus）为活額寄居蟹科硬殼寄居蟹屬下的一个种。其种加词“minutus”意为“微小的”。